# Storspikberget
Storspikberget är ett naturreservat i Jokkmokks kommun i Norrbottens län.
Området är naturskyddat sedan 2003 och är 1,8 kvadratkilometer stort. Reservatet omfattar Stor-Spikberget och dess branter ner mot Görjeån. Reservatet består av granskog och tallhed. 